# صامويل كياري
صامويل كياري (بالإنجليزية: Samuel Kyere)‏ (6 أغسطس 1992 بغانا - ) هو لاعب كرة قدم غاني في مركز الدفاع. شارك مع منتخب غانا تحت 20 سنة لكرة القدم. أما مع النوادي، فقد لعب مع نادي بيريكوم تشيلسي ونادي شيراك.

## روابط خارجية
- صامويل كياري على موقع قاعدة بيانات كرة القدم.إي يو (الإنجليزية)
- صامويل كياري على موقع Soccerway.com (الإنجليزية)